# EMAS
L'EMAS (acronimo di Eco-Management and Audit Scheme, lett. "Schema di audit e eco-gestione") è uno strumento volontario creato dalla Comunità europea al quale possono aderire volontariamente le organizzazioni (aziende, enti pubblici, ecc.) per valutare e migliorare le proprie prestazioni ambientali e fornire al pubblico e ad altri soggetti interessati informazioni sulla propria gestione ambientale. Esso rientra tra gli strumenti volontari attivati nell'ambito del V Programma d'azione della UE a favore dell'ambiente. Scopo prioritario dell'EMAS è contribuire alla realizzazione di uno sviluppo economico sostenibile, ponendo in rilievo il ruolo e le responsabilità delle imprese.
La seconda versione di EMAS (EMAS II) è stata pubblicata dalla Comunità europea con il regolamento 761/2001, modificato successivamente dal regolamento 196/2006.
La terza versione (EMAS III) è stata pubblicata dalla Comunità europea il 22/12/2009 con il regolamento 1221/2009, che abroga e sostituisce il precedente regolamento.

## Obiettivi
L'obiettivo di EMAS consiste nel promuovere miglioramenti continui delle prestazioni ambientali delle organizzazioni anche mediante:
- l'introduzione e l'attuazione da parte delle organizzazioni di un sistema di gestione ambientale;
- l'informazione sulle prestazioni ambientali e un dialogo aperto con il pubblico ed altri soggetti interessati anche attraverso la pubblicazione di una dichiarazione ambientale.

Il sistema di gestione ambientale richiesto dallo standard EMAS è basato sulla norma ISO 14001:2015, di cui sono richiamati tutti i requisiti, mentre il dialogo aperto con il pubblico viene perseguito prescrivendo che le organizzazioni pubblichino (e tengano aggiornata) una Dichiarazione Ambientale in cui sono riportati informazioni e dati salienti dell'organizzazione in merito ai suoi aspetti e impatti ambientali.

## Dichiarazione ambientale
La  dichiarazione ambientale deve contenere (allegato IV del regolamento EMAS (1221/2009/CE)):
- una descrizione  chiara e priva di ambiguità dell'organizzazione che chiede la registrazione EMAS e una sintesi delle sue attività e dei suoi prodotti e servizi, nonché delle sue relazioni con le eventuali organizzazioni capo gruppo;
- la  politica ambientale dell'organizzazione e una breve illustrazione del suo sistema di gestione ambientale;
- una descrizione di tutti gli  aspetti ambientali significativi, diretti e indiretti, che determinano impatti ambientali significativi dell'organizzazione ed una  spiegazione della natura degli impatti connessi a tali aspetti;
- una descrizione degli  obiettivi e target ambientali in relazione agli aspetti e impatti ambientali significativi;
- una sintesi dei dati disponibili sulle  prestazioni dell'organizzazione rispetto ai suoi obiettivi e traguardi ambientali per quanto riguarda gli impatti ambientali significativi; la relazione riporta gli indicatori chiave e gli altri pertinenti indicatori esistenti delle prestazioni ambientali;
- altri fattori concernenti le prestazioni ambientali, comprese le  prestazioni rispetto alle disposizioni di legge (per quanto riguarda gli impatti ambientali significativi);
- un riferimento agli obblighi normativi applicabili in materia di ambiente;
- il  nome e il numero di accreditamento del verificatore ambientale e la data di convalida.

Riguardo ai dati ed alle informazioni fornite nella Dichiarazione Ambientale, il regolamento comunitario precisa che essi debbono:
- fornire una valutazione accurata delle prestazioni (essere precisi);
- essere comprensibili e privi di ambiguità;
- consentire un confronto da un anno all'altro;
- consentire confronti con requisiti normativi.

Il Regolamento (CE) 1221/09 introduce gli  indicatori chiave che riguardano:
- efficienza energetica;
- efficienza dei materiali;
- acqua;
- rifiuti;
- biodiversità;
- emissioni.

Nella dichiarazione ambientale, per ogni indicatore chiave, deve essere indicato il valore assoluto e il valore rapportato a un parametro che, in funzione dell'attività, delle dimensioni, e degli impatti ambientali dell'organizzazione può essere:
- il valore aggiunto totale annuo lordo;
- la produzione fisica totale annua;
- la dimensione dell'organizzazione espressa in numero di addetti.

Se un'organizzazione ritiene che uno o più degli indicatori chiave non siano correlati ai propri aspetti ambientali diretti significativi, può non riportarlo, ma deve indicare i motivi che hanno portato a questa esclusione.

## Riconoscimento EMAS
Le organizzazioni registrate EMAS, come per esempio le piccole e medie imprese, le amministrazioni e le organizzazioni internazionali comprese la Commissione e il Parlamento europeo, possono utilizzare un apposito logo, secondo le procedure ed i requisiti di utilizzo stabiliti dal regolamento comunitario.
Per ottenere e mantenere il riconoscimento Emas (registrazione), le organizzazioni devono sottoporre il proprio sistema di gestione ambientale ad una valutazione di conformità da parte di un Verificatore Accreditato, e far validare dal medesimo verificatore la Dichiarazione Ambientale (ed i suoi aggiornamenti, solitamente annuali). La procedura di registrazione prevede che la Dichiarazione venga esaminata anche dall'organo competente nazionale per l'Emas (il Comitato nazionale per l'Ecolabel e l'Ecoaudit detto "Comitato EMAS"), oltre ad un controllo, richiesto dal medesimo organo competente, da parte delle autorità ambientali locali (le ARPA), per un nulla osta di tipo legislativo (rispetto delle leggi, autorizzazioni, ecc.).
L'organizzazione che ottiene la registrazione EMAS riceve un riconoscimento pubblico che ne conferma la qualità ambientale e garantisce l'attendibilità delle informazioni relative alla sua performance ambientale. Le organizzazioni che hanno ottenuto la registrazione sono inserite in un apposito elenco nazionale.

## In Italia
In Italia, le registrazioni EMAS con accreditamento italiano sono 1036 relative a 1440 siti (al 31/12/2009, elaborate da ISPRA relative alle organizzazioni registrate). La regione con il maggior numero di registrazioni è l'Emilia-Romagna (178, al 31/07/2009) mentre seguono, rispettivamente con 129 e 126, Toscana e Lombardia. Il settore col maggior numero di registrazioni è quello delle pubbliche amministrazioni (200 al 21/12/2009), che nel corso dell'ultimo anno ha subito l'incremento maggiore, rappresentando così oltre il 20% del totale delle registrazioni. 
Il numero di registrazioni è ancora relativamente basso, in particolare se confrontato con il numero di certificazioni ISO 14001 accreditate in Italia al 31/12/2009: 13091 certificazioni rilasciate in Italia (fonte: ACCREDIA).